# Grigorij Potanin

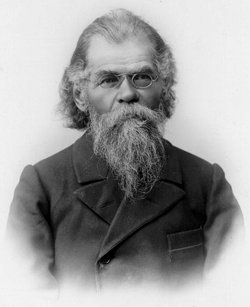
Grigorij Nikołajewicz Potanin

Grigorij Potanin – (ros. Григо́рий Никола́евич Пота́нин, ur. 22 września?/4 października 1835, zm. 30 czerwca 1920) – rosyjski podróżnik, geograf i etnograf.
Absolwent Syberyjskiego Korpusu Kadetów w Omsku.
Od 1862 r. był członkiem Rosyjskiego Towarzystwa Geograficznego; w latach 1863-1864 uczestniczył w wyprawie do jeziora Zajsan i w góry Tarbagataj.
Aresztowany w Omsku za udział w tzw. syberyjskim ruchu separatystycznym, przebywał w latach 1868-1872 w twierdzy Sveaborg w Finlandii, a następnie w Nikolsku. Ułaskawiony w 1874. W latach 1876–1877 i 1879 – 1880 stał na czele wypraw do północno-zachodniej Mongolii, 1884 - 1886 i 1892 - 1893 do północnych Chin, wschodniego Tybetu i środkowej Mongolii; w 1899 odbył wyprawę do Wielkiego Chinganu. Badania Potanina znacznie wzbogaciły wiedzę w zakresie geografii i etnografii mało wówczas znanych obszarów Azji Środkowej.